# Диктофон

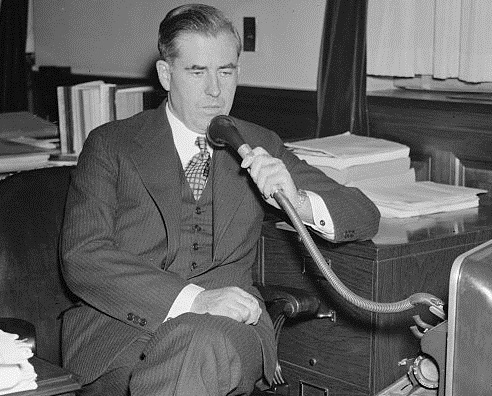
Министр сельского хозяйства США Генри Уоллес наговаривает текст своей речи на механический диктофон. 1937 г.

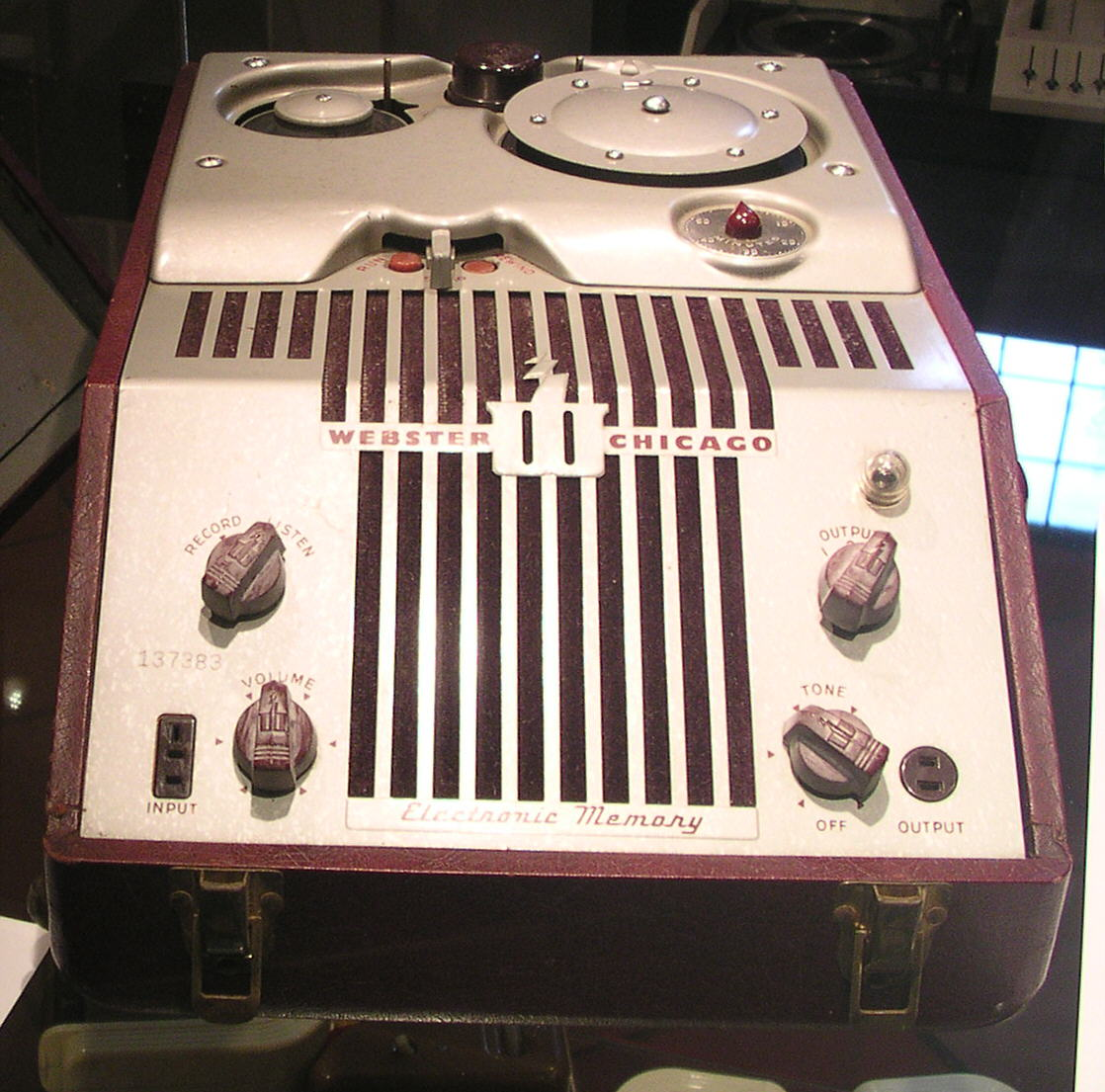
Проволочный диктофон Webster Electronic Memory, США, 1948

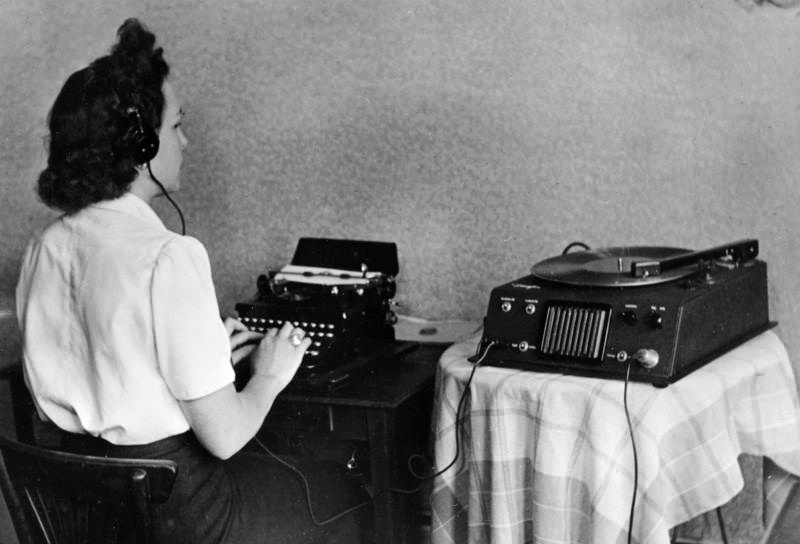
Диктофон Assmann Dimafon на магнитном диске. Германия, 1949

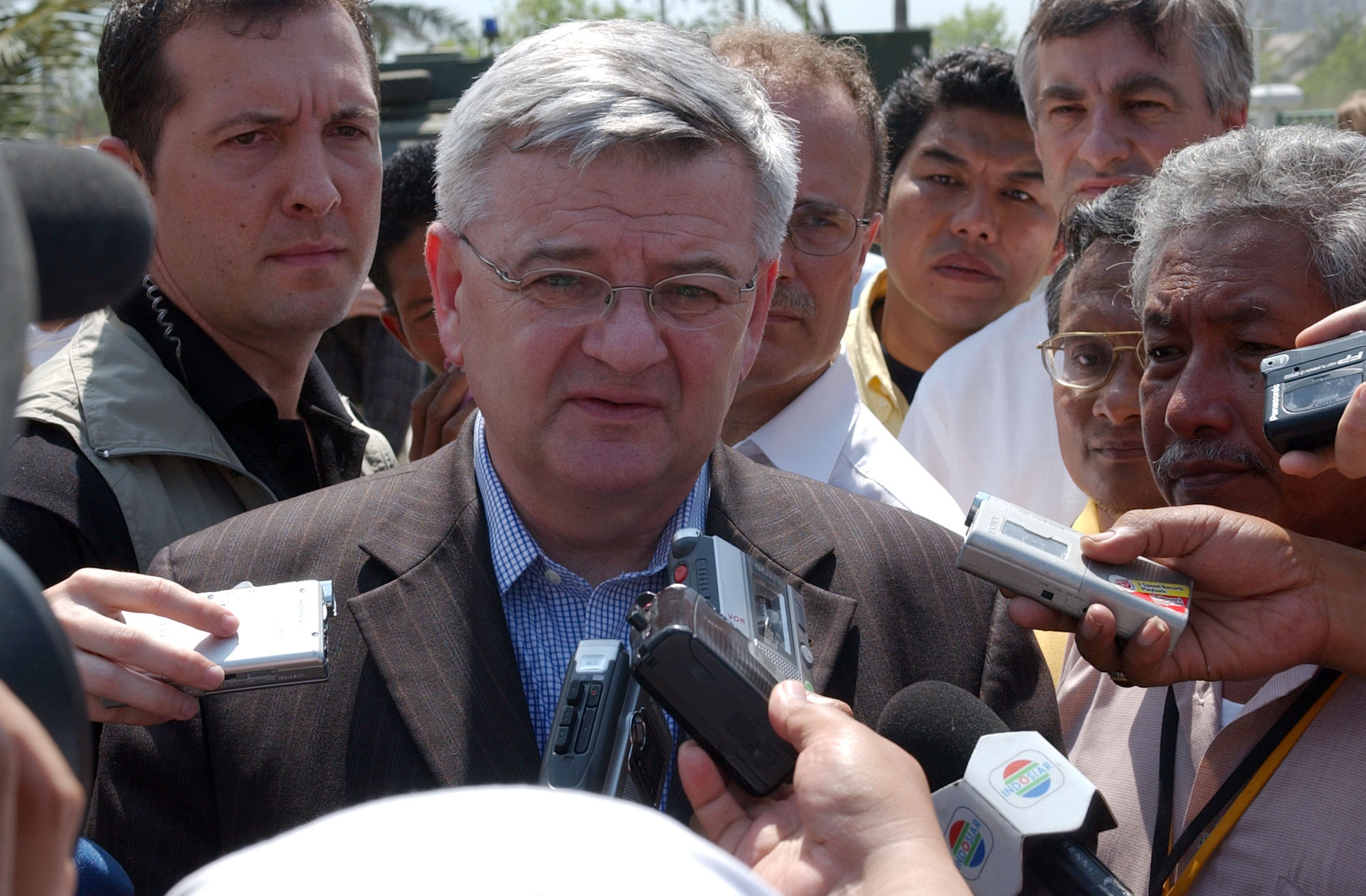
Карманные кассетные и микрокассетные диктофоны были инструментом журналистов с 1970-х гг.

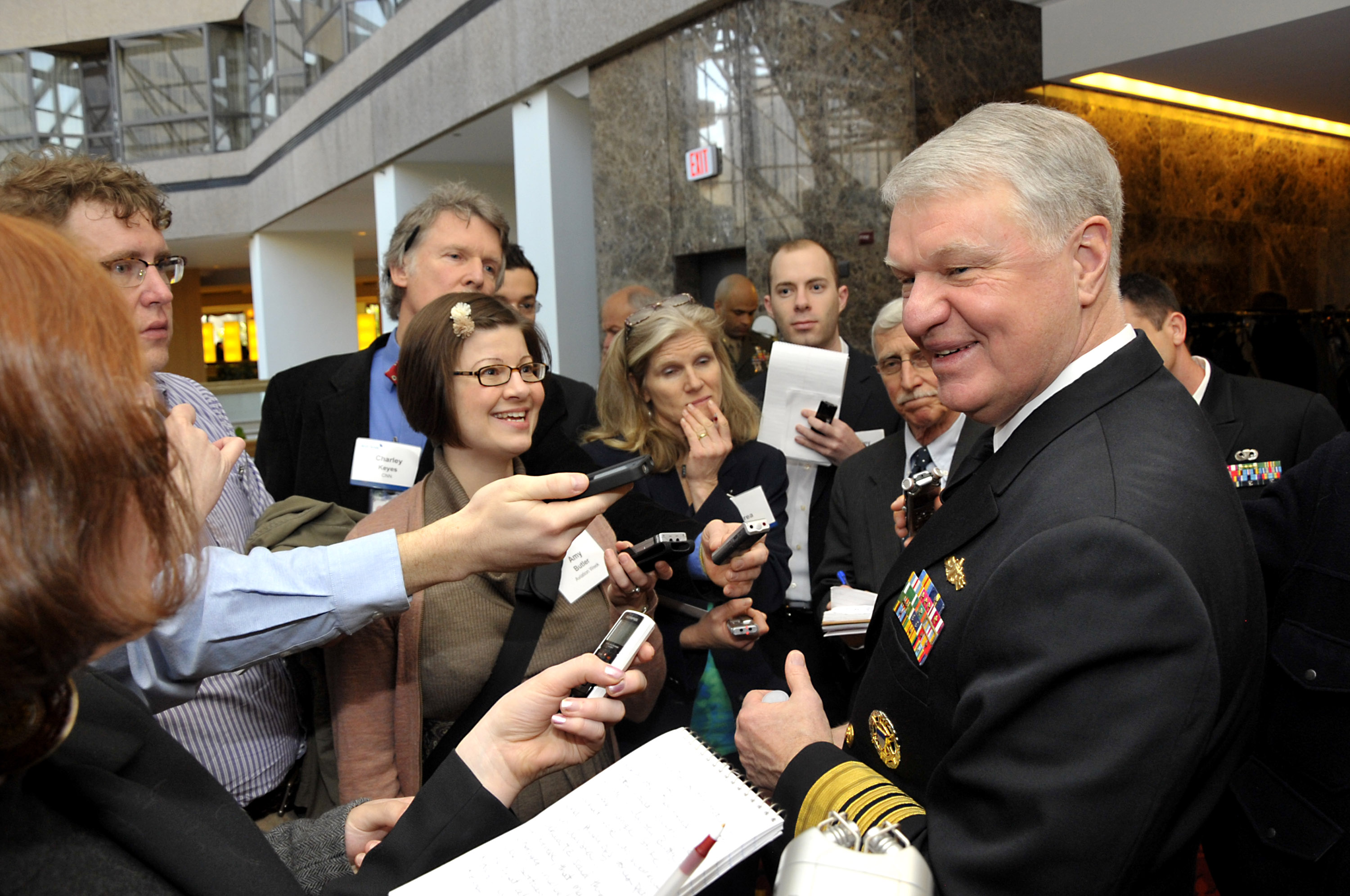
Цифровые диктофоны — инструмент журналистов с 2000-х годов

Диктофо́н (от лат. dicto — диктую и др.-греч. φωνή — звук) — устройство для записи, или для записи и воспроизведения устной речи с целью её последующего прослушивания и транскрибирования. В отличие от переносных репортёрских магнитофонов, предназначенных для качественной записи вне студии, диктофоны используют в случаях, когда необходимо записывать речь на протяжении длительного времени без особых требований к качеству записи — на лекциях и выступлениях, для фиксации телефонных разговоров и диспетчерских переговоров и т. п. Использование диктофона облегчает и ускоряет процедуру переноса устной речи на бумагу, позволяет отказаться от дорогостоящих услуг стенографов.
Слово происходит от торговой марки Dictaphone, с 1907 года принадлежавшей американской компании Columbia Phonograph (сейчас марка принадлежит фирме Nuance Communications в Массачусетсе).

## Устройство

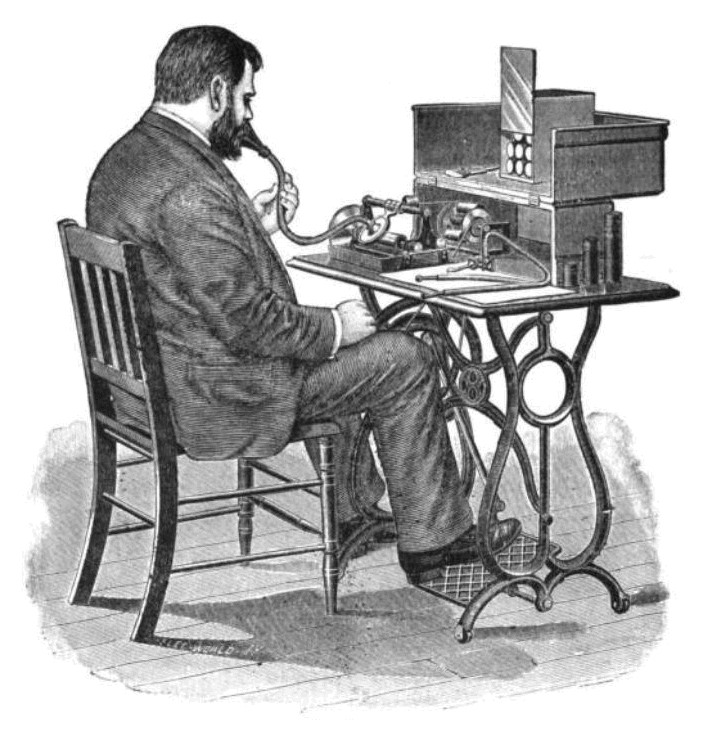
механический диктофон, 1897 год

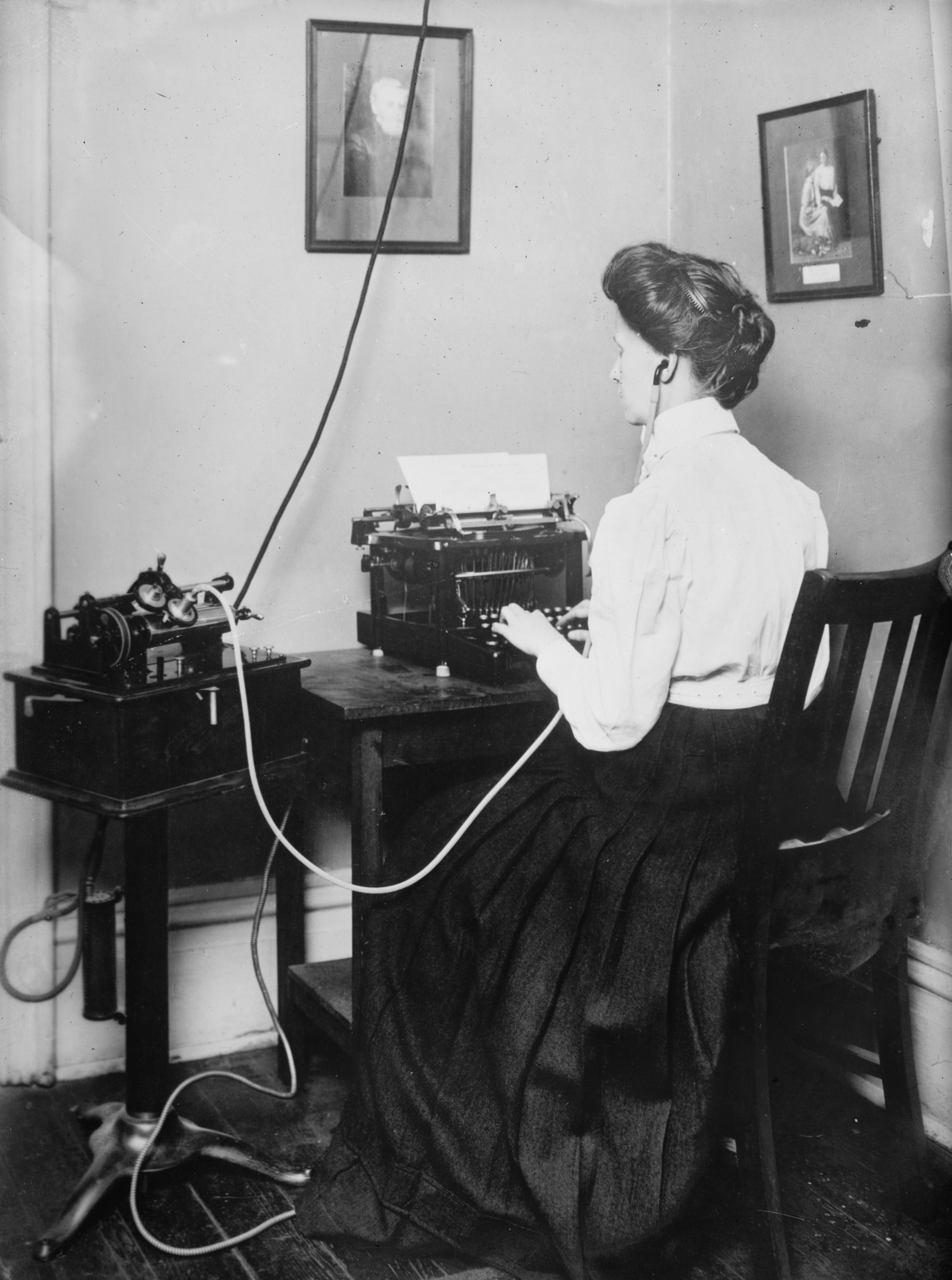
слепая женщина использует диктофонную запись для печати на печатной машинке, 1911 год

Ранние диктофонные устройства работали по принципу механической звукозаписи со всеми её недостатками. «Диктующую машину» на восковых валиках предложил ещё изобретатель фонографа Т. А. Эдисон.
Более поздние аналоговые диктофоны представляют собой, как правило, магнитофон с дополнительными функциями, облегчающими диктовку, расшифровку и перепечатку (см. ниже). Носителем служит магнитная лента (в виде катушек, или же в виде микрокассет, как в большинстве диктофонов потребительского сегмента) проволока (например, в диктофонах, используемых разведывательными службами) иногда — диск или манжета[прояснить]. На магнитных дисках для диктофонов делалась спиральная канавка, а магнитная головка укреплялась на тонарме наподобие граммофонного, который следовал по этой канавке.
Цифровые диктофоны обычно записывают в формате PCM, ADPCM, WAV, для особо длительной записи используется AMR, хотя со второй половины 2000-х годов широко распространились аппараты, пишущие в MP3 (особенно это касается диктофонов, встроенных в плееры и мобильные телефоны).

## Технические характеристики

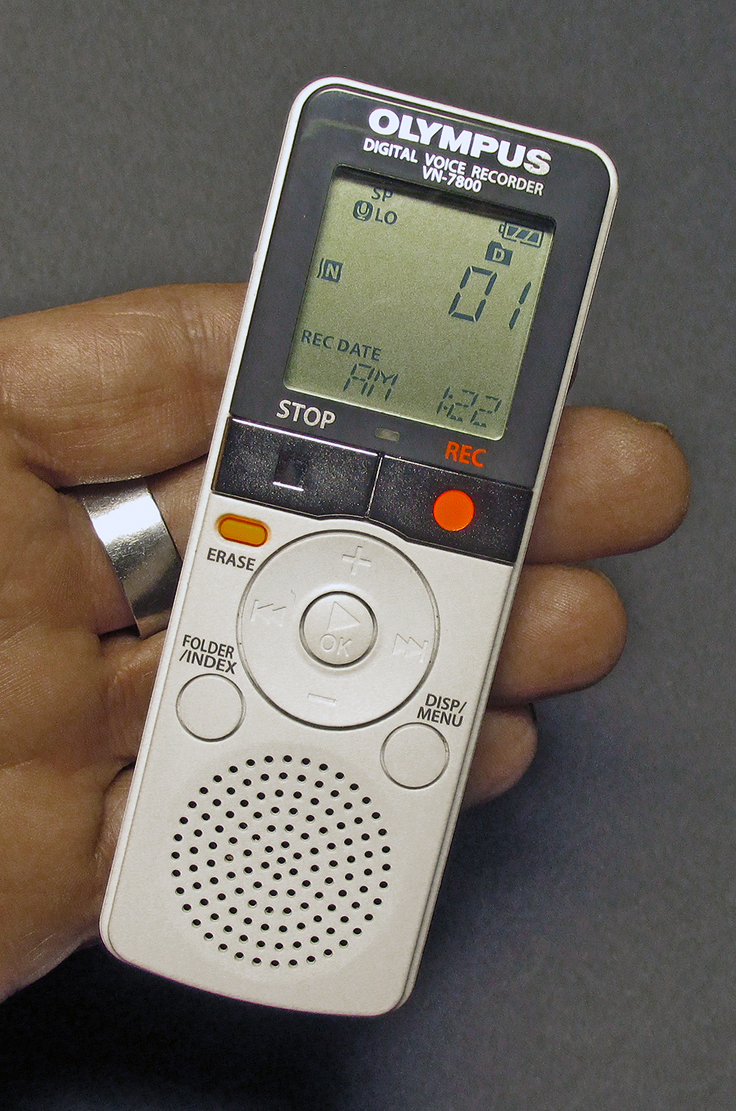
Цифровой диктофон «Олимпус»

Требования к качеству звука при записи речи существенно ниже, чем при записи музыки, поэтому полоса пропускания частот диктофона уже, чем у обычного магнитофона (обычно в пределах 300-4000…200-6300 Гц) и отношение сигнал/шум хуже (редко лучше 35 Дб). Это позволяет применить низкие скорости движения носителя (например, для магнитной ленты — 2,38 см/сек, 1,19 см/сек и менее, хромовые и металлопорошковые ленты позволяют записывать речь даже на скорости 0,7-0,8 см/сек) и получить длительность непрерывной записи свыше 2 часов на одной дорожке. Магнитная проволока, конечно, требует более высоких скоростей, 20-40 см/с, но за счёт очень малой толщины (0,05 мм и тоньше) даже на небольшую катушку помещается несколько км носителя (так, диктофон Minifon Mi51 позволяет вести запись 4 часа при диаметре катушки 44 мм и скорости протяжки проволоки 23-30 см/сек). Нередко диктофоны оснащаются еще и динамическим компрессором, что позволяет улучшить разборчивость речи, перекрыть полезным сигналом высокий уровень шумов и обеспечить более качественную работу системы АРУЗ. Также диктофоны часто имеют и фильтр, срезающий частоты ниже 200—400 Гц, что позволяет избавиться от эффекта «плевков» и «бубнения», тем самым делая речь более чёткой и разборчивой.

## Сервисные функции
В диктофонах обычно предусматриваются специальные возможности, во-первых, для того, кто будет наговаривать текст, и во-вторых, для машинистки, которая будет этот текст печатать (или набирать на компьютере).
Запись производится с помощью микрофона, адаптеров для подключения к телефонным аппаратам и телефонным линиям или коммутационным пультам (с трансляционной и диспетчерской линий), а прослушивание записи — посредством наушников, внешнего или встроенного громкоговорителя. Стирание записи происходит автоматически во время новой записи. В диктофонах предусматриваются регулировка скорости воспроизведения, ускоренная перемотка носителя в обоих направлениях и откат для повторного прослушивания небольшого фрагмента фонограммы. У некоторых диктофонов предусмотрена возможность управления воспроизведением с помощью педали, а также автоматическое включение записи от голоса и автоматическая остановка воспроизведения в паузах фонограммы.

## В произведениях искусства
Изобретение диктофона в начале XX века нашло отражение в произведениях той поры; в частности, этот факт, как и внешнее описание устройства, обыгрываются в одноимённом рассказе Михаила Зощенко.